# Nina Søs Vinther
Nina Søs Vinther (født 1973) er en dansk forfatter og ansvarshavende redaktør på forlaget Arena. Hun er uddannet fra Forfatterskolen og har ydet talrige bidrag til tidsskrifter.

## Udgivelser
- Hvis Helsinki, Borgen, 2008 (Prosastykker)

## Eksterne link
- Læs interview med forfatteren Arkiveret 31. oktober 2013 hos  Wayback Machine
- Læs anmeldelse af Hvis Helsinki på Sentura Arkiveret 1. november 2013 hos  Wayback Machine
- Læs anmeldelse af Hvis Helsinki i Information